# Messigny-et-Vantoux
Messigny-et-Vantoux é uma comuna francesa na região administrativa da Borgonha-Franco-Condado, no departamento de Côte-d'Or. Estende-se por uma área de 33,44 km². Em 2010 a comuna tinha 1 704 habitantes (densidade: 51 hab./km²).